# Nicola Romeo

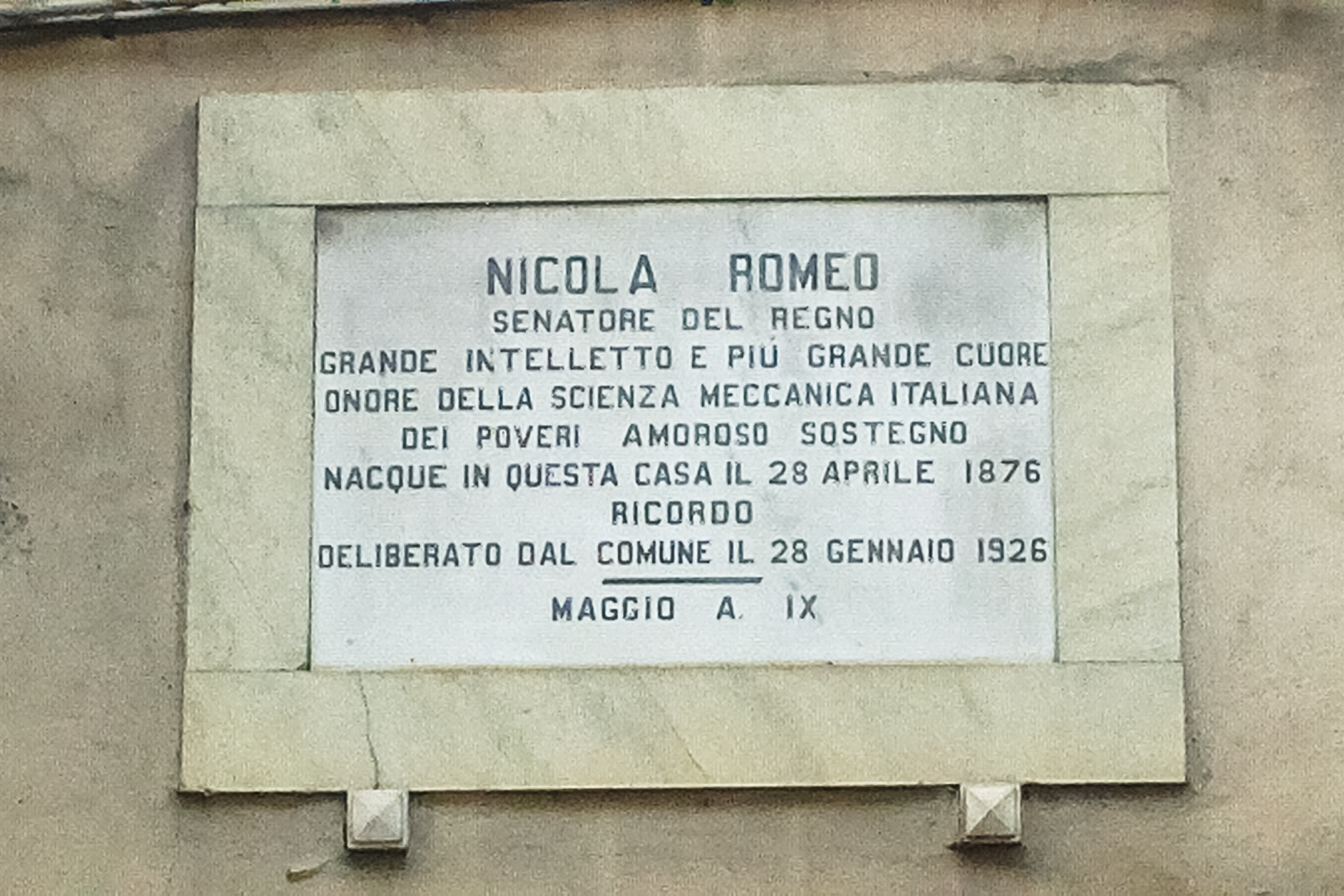
Pamětní deska na rodném domě v Sant'Antimo

Nicola Romeo (28. dubna 1876, Sant'Antimo u Neapole – 15. srpna 1938, Magreglio u Comského jezera) byl italský konstruktér, průmyslník a později majitel automobilky Alfa Romeo.

## Život
V roce 1899 ukončil vysokoškolské studium techniky na Neapolské univerzitě. Získal i titul inženýra elektrotechniky v belgickém Lutychu. Pak pracoval několik let v zahraničí. Do Itálie se vrátil v roce 1911 a založil firmu Ing. Nicola Romeo e Co. Firma vyráběla stroje a vybavení pro báňský průmysl.
Díky dodávkám pro italskou armádu během první světové války společnost vzkvétala. V roce 1915 získal Romeo většinový podíl a vedoucí pozici ve firmě A.L.F.A. v milánském Portellu, založené před pěti lety. Alfa byla v důsledku války ve finančních těžkostech. Do Portella přesunul velkou část zbrojní výroby, mimo jiné výrobu leteckých motorů. Alfa se tak znovu dostala na nohy. Výroba munice, leteckých motorů a dalších znamenala pro společnost růst, počet zaměstnanců se zvýšil z 200 na více než 4000.
V roce 1918 převzal Romeo celou firmu a jeho podniky se přejmenovaly na „Società Anonima Italiana Ing. Nicola Romeo“. A.L.F.A. se v roce 1920 přejmenovala na současný název Alfa Romeo.
Po válce se Alfa Romeo opět začala věnovat výrobě automobilů. S pomocí Vittoria Jana, který přišel od Fiatu v roce 1923 a byl zodpovědný za technický vývoj, začala výroba nových sportovních vozů pro náročné zákazníky. V automobilových závodech její vozy dosahovaly mnoha úspěchů a značka upevnila pozici výrobce exkluzivních vozů. V roce 1923 získaly vozy Alfa Romeo RL první velký úspěch v závodech. V závodě Targa Florio zvítězil Ugo Sivocci, druhé místo získal Antonio Ascari a čtvrté místo obsadil Giulio Masetti.
V roce 1927 se ale firma dostala na pokraj bankrotu, částečně i kvůli kolapsu majoritního vlastníka, italské centrální banky, kterou ovládal diktátor Benito Mussolini. Znechucený Romeo opustil firmu v roce 1928. Po krachu na burze v New Yorku v roce 1929 se firma dostala znovu do finančních potíží. Zachránil jí až zásah italského státního Úřadu pro obnovu průmyslu (IRI).
Až do své smrti se finančně podílel na jiných průmyslových a dopravních aktivitách, angažoval se i v politice.
Téměř sedmdesát let po jeho smrti a při příležitosti 130. výročí jeho narození pojmenovala Neapol ulici Via Nicola Romeo jeho jménem.